# 奥田英子
奥田英子（おくだ えいこ、1912年 - ）は、日本の歌手。戦前・戦中を中心に活躍した。別名：ミス・タイヘイ。夫は俳優の井染四郎。

## 来歴・人物
1912年（明治45年）、奈良県出身。
1935年（昭和10年）にタイヘイレコードから歌手デビュー。当初の芸名はミス・タイヘイだった。当時は覆面歌手ミス・コロムビア（松原操、歌手・霧島昇夫人）が大人気を博していた時代であり、タイヘイレコードが対抗馬としてデビューさせたのが奥田であった。
1936年(昭和11年)にテイチクに移籍し「別れの歌」がヒット。古賀政男の作品を多く吹き込み、なかでも映画主題歌として歌った1937年（昭和12年）発売の「緑の月」が代表的なヒットとなった。また、同年には「南国の乙女」、「皇国の妻」と続いてヒットを飛ばすなど人気を誇った。
そして1937年（昭和12年）に「恨みは深し通州城」も吹き込んでいる。
1938年(昭和13年)にはポリドールに移籍。
戦後も昭和30年代まで活躍した。